# Calycogonium ellipticum
Calycogonium ellipticum är en tvåhjärtbladig växtart som beskrevs av Charles Wright. Calycogonium ellipticum ingår i släktet Calycogonium och familjen Melastomataceae. Inga underarter finns listade i Catalogue of Life.